# Tana French
Pour les articles homonymes, voir French.
Tana French, née le 10 mai 1973 dans le Vermont, est une actrice et une romancière irlando-américaine spécialisée dans le roman policier.

## Biographie
Son père est un économiste qui travaille sur la gestion des ressources dans les pays en développement, de sorte que la famille est mise en contact avec de nombreuses cultures différentes. Pendant son enfance, Tana French suit donc ses parents dans leurs déplacements et vit dans de nombreux pays, notamment l'Irlande, l'Italie, les États-Unis et le Malawi.
Elle fait des études supérieures au Trinity College de Dublin et, en parallèle, s'adonne au théâtre. Elle devient membre du Purple Heart Theatre Company d'Irlande.
Mariée et mère d'une fille, elle réside à Dublin depuis 1990, mais a conservé sa double citoyenneté américaine et italienne.
Elle amorce sa carrière littéraire en 2007 avec la publication de La Mort dans les bois (In the Woods), aussi intitulée en français Écorces de sang, qui, outre un grand succès public, remporte le prix Edgar-Allan-Poe et le prix Macavity  du meilleur premier roman d'un auteur américain en 2008 et de nombreuses autres distinctions.

## Œuvre

### Romans
- La Mort dans les bois, Michel Lafon, 2008 ((en) In the Woods, 2007), trad. François Thibaux, 472 p.  (ISBN 978-2-7499-0856-4)Réédition sous le titre Écorces de sang, Points, coll. « Thriller » no 2192, 2009, 565 p. (ISBN 978-2-7578-1174-0)
- Comme deux gouttes d'eau, Michel Lafon, 2009 ((en) The Likeness, 2008), trad. François Thibaux, 481 p.  (ISBN 978-2-7499-1035-2)Réédition, Points, coll. « Thriller » no 2461, 2010, 571 p. (ISBN 978-2-7578-1933-3)
- Les Lieux infidèles, Calmann-Lévy, 2011 ((en) Faithful Place, 2010), trad. François Thibaux, 432 p.  (ISBN 978-2-7021-4169-4)Réédition, Points, coll. « Thriller » no 2745, 2012, 501 p. (ISBN 978-2-7578-2487-0) ; réédition, Le Livre de poche, coll. « Policier & thriller » no 37412, 2023, 569 p. (ISBN 978-2-253-94160-6)
- La Maison des absents, Calmann-Lévy, 2013 ((en) Broken Harbour ou Broken Harbor, 2012), trad. François Thibaux, 507 p.  (ISBN 978-2-7021-4492-3)Réédition, Points, coll. « Thriller » no 3172, 2014, 621 p. (ISBN 978-2-7578-3516-6)
- La Cour des secrets, Calmann-Lévy, 2015 ((en) The Secret Place, 2014), trad. François Thibaux, 522 p.  (ISBN 978-2-7021-5723-7)Réédition, Points, coll. « Thriller » no 4314, 2016, 606 p. (ISBN 978-2-7578-5705-2)
- L'Invité sans visage, Calmann-Lévy, 2017 ((en) The Trespasser, 2016), trad. Aude Gwendoline, 520 p.  (ISBN 978-2-7021-6083-1)Réédition, Points, coll. « Thriller » no 4820, 2018, 680 p. (ISBN 978-2-7578-6920-8)
- L'Arbre du mal, Calmann-Lévy, 2021 ((en) The Witch Elm, 2018), trad. Estelle Roudet, 649 p.  (ISBN 978-2-7021-6734-2)Réédition, Le Livre de poche, coll. « Policier & thriller » no 36384, 2022, 823 p. (ISBN 978-2-253-24283-3)
- La Colline aux disparus, Calmann-Lévy, 2022 ((en) The Searcher, 2020), trad. Estelle Roudet, 560 p.  (ISBN 978-2-7021-6734-2)Réédition, Le Livre de poche, coll. « Policier & thriller » no 36816, 2023, 571 p. (ISBN 978-2-253-10759-0)
- Le Chasseur de feu, Calmann-Lévy, 2025 ((en) The Hunter, 2024), trad. Éric Moreau, 450 p.  (ISBN 978-2-7021-9087-6)

## Prix et distinctions notables

### Prix
- Prix Edgar-Allan-Poe du meilleur premier roman d'un auteur américain en 2008 pour In the Woods (La Mort dans les bois)[1].
- Prix Macavity du meilleur premier roman en 2008 pour In the Woods (La Mort dans les bois)[2].
- Prix Anthony du meilleur premier roman en 2008 pour In the Woods (La Mort dans les bois)[3].
- Prix Barry du meilleur premier roman en 2008 pour In the Woods (La Mort dans les bois)[4].
- Prix du meilleur polar des lecteurs de Points 2012[5] pour le roman Les Lieux infidèles.
- Irish Crime Fiction Award 2012 pour La Maison des absents[6].
- Los Angeles Times Book Prize du meilleur roman policier 2012 pour La Maison des absents.

### Nominations
- Prix Anthony 2011 du meilleur roman pour Faithful Place[3].
- Prix Edgar-Allan-Poe 2011 du meilleur roman pour Faithful Place[1].
- Prix Macavity 2011 du meilleur roman pour Faithful Place[2].
- Prix Dilys 2013 pour Broken Harbor[7].
- Prix Anthony 2015 du meilleur roman pour The Secret Place[3].
- Gold Dagger Award 2025 pour The Hunter[8]